# NGC 6190
NGC 6190 este o galaxie situată în constelația Dragonul. A fost descoperită în 30 octombrie 1883 de către Lewis A. Swift.